# Adderall
Adderall et Mydayis sont les noms commerciaux pharmaceutiques d'amphétamines aux effets psychostimulants, utilisés dans le traitement du trouble du déficit de l'attention avec ou sans hyperactivité (TDAH) et de la narcolepsie. Ils sont aussi connus pour être parfois consommés de façon détournée comme produits dopants.
Le médicament est principalement autorisé en Amérique du Nord, où il est couramment prescrit. Dans la plupart des autres pays, sa prescription est interdite ou extrêmement restreinte,. Sa possession y est souvent illégale, même sur présentation d'une ordonnance étrangère.

## Principes actifs

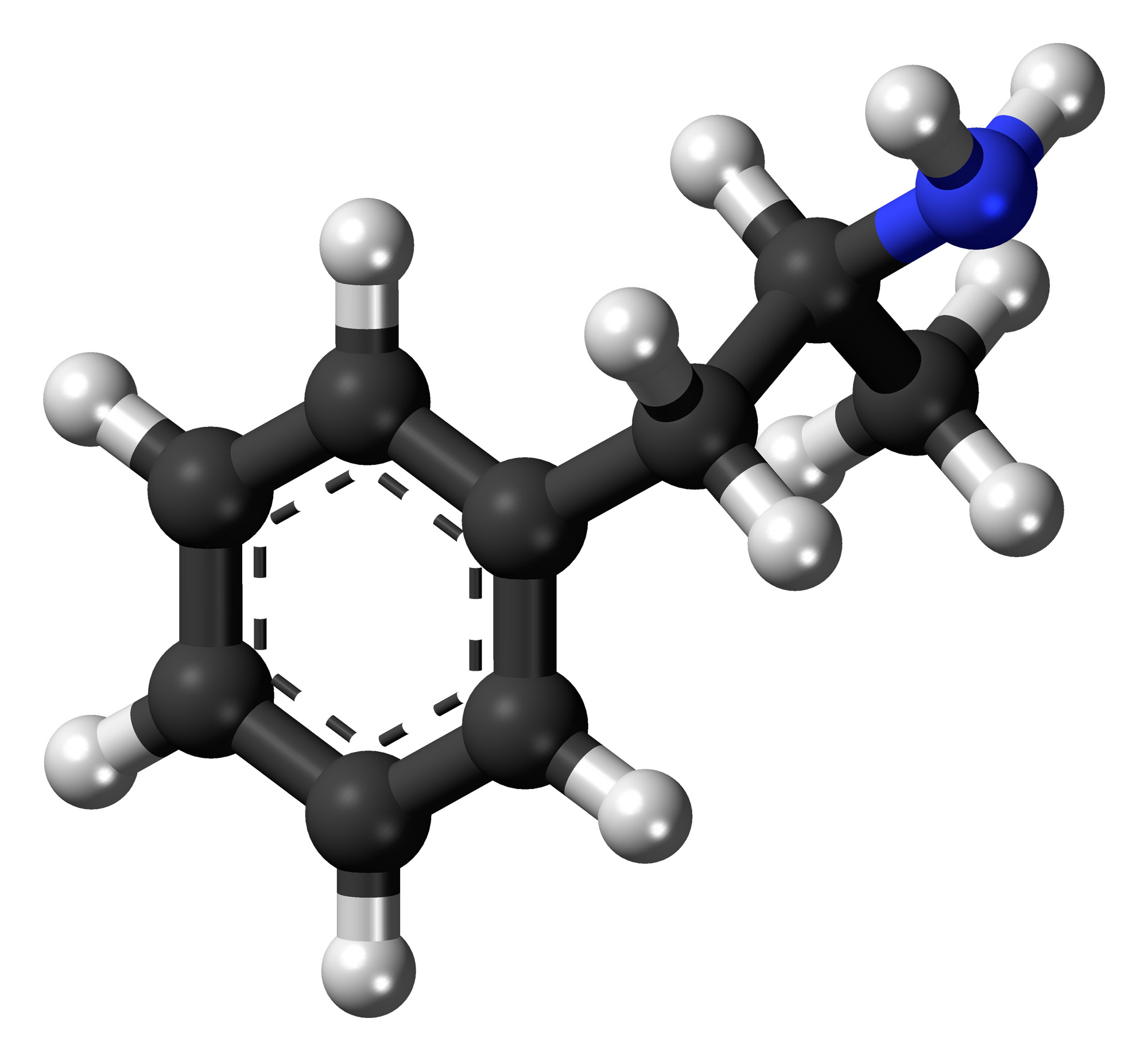
Modèle schématique d'une molécule de dextro-amphétamine.

Constitué d'une combinaison de quatre sels d'amphétamine (25 % de sulfate de dextroamphétamine, 25 % de saccharate de dextroamphétamine, 25 % de sulfate d'amphétamine et 25 % d'aspartate d'amphétamine), l'Adderall est un mélange composé à parts égales d'amphétamine racémique et de dextroamphétamine. Cela produit un rapport de 3:1 entre la dextroamphétamine et la lévoamphétamine, les deux énantiomères de l'amphétamine. Ces deux énantiomères sont des stimulants, mais diffèrent suffisamment pour donner à Adderall un profil d'effets distinct de ceux de l'amphétamine racémique ou de la dextroamphétamine, qui sont commercialisés sous les noms respectivement d'Evekeo et de Dexedrine/Zenzedi,,. 

## Action
L'Adderall est un stimulant du système nerveux central (SNC) de la classe des phénéthylamines. 

## Indications et prescription
Principalement utilisé dans le traitement du trouble du déficit de l'attention avec ou sans hyperactivité (TDAH) et de la narcolepsie, l'Adderall est généralement bien toléré et efficace dans le traitement de ces symptômes.
En 2019, l'Adderall/Mydayis est le 24e médicament le plus couramment prescrit aux États-Unis, avec plus de 24 millions d'ordonnances, ; on le retrouve à la 14e place trois ans plus tard en 2022, avec près de 34,7 millions d'ordonnances. 

## Effets
À des doses thérapeutiques, Adderall provoque des effets émotionnels et cognitifs tels que l'euphorie, une modification de la libido, une augmentation de l'éveil et un meilleur contrôle cognitif. À ces doses, il induit des effets physiques tels qu'un temps de réaction plus rapide, une résistance à la fatigue et une augmentation de la force musculaire. En revanche, des doses beaucoup plus importantes d'Adderall peuvent altérer le contrôle cognitif, provoquer une dégradation musculaire rapide, provoquer des attaques de panique ou induire une psychose (par exemple, paranoïa, délires, hallucinations),,,,,,,,.
Les effets secondaires d'Adderall varient considérablement d'un individu à l'autre, mais comprennent le plus souvent l'insomnie, la bouche sèche, la perte d'appétit et la perte de poids. Selon une étude récente (2024), pris en dose excessive, il augmente de cinq fois le risque de vivre une crise psychotique, ce risque augmentant même pour des personnes sans antécédents psychiatriques.

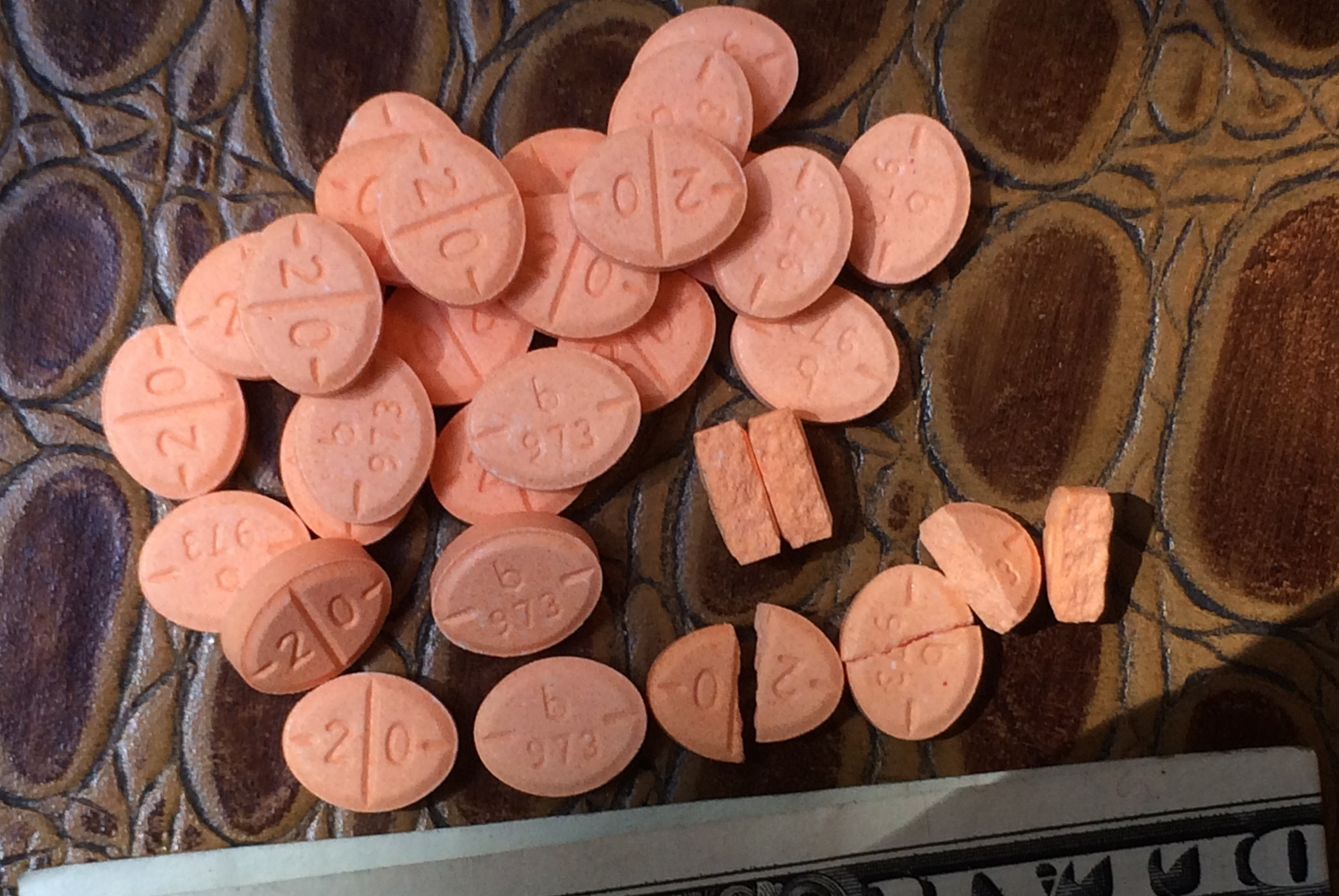
Des comprimés d'Adderall dosés à 20 mg.

Le risque de développer une addiction ou une dépendance est insignifiant lorsque Adderall est utilisé tel que prescrit à des doses quotidiennes assez faibles, telles que celles utilisées pour traiter le TDAH. Cependant, l'utilisation systématique d'Adderall à des doses quotidiennes plus importantes pose un risque important d'addiction ou de dépendance en raison des effets de renforcement prononcés qui sont présents à des doses élevées. Les doses récréatives d'amphétamine sont généralement beaucoup plus importantes que les doses thérapeutiques prescrites et comportent un risque beaucoup plus élevé d'effets indésirables graves,,,,,,,,. À haute dose, les effets de l'Adderall sont proches de ceux de la métamphétamine.

## Usages détournés
L'Adderall est également utilisé comme améliorateur de performance athlétique, améliorateur cognitif, coupe-faim et à des fins récréatives comme aphrodisiaque (le rappeur américain Danny Brown y fait d'ailleurs référence en titre et dans les paroles explicitement pornographiques du 12e morceau Amiral Adderall de son opus XXX) et euphorisant. Ce médicament est régulièrement utilisé de façon détournée par les étudiants américains pour tenter d'augmenter leurs capacités de raisonnement et de mémorisation. L'Adderall est également utilisé par des joueurs pour augmenter la concentration lors des compétitions d'esport. En 2015 et pour la première fois, un joueur professionnel avoue avoir consommé ce médicament pour une compétition. En 2020, un ancien joueur professionnel de Call of Duty affirme que la consommation d'Adderall y est largement répandue.